# Stéphane Diarra
Pour les articles homonymes, voir Diarra.
Stéphane Diarra, né le 9 décembre 1998 à Abidjan en Côte d'Ivoire, est un footballeur ivoirien qui évolue au poste d'ailier droit au FC Alverca. Il possède également la nationalité française.

## Biographie
Stéphane Diarra arrive à l'âge de 6 ans en France du côté de Lyon puis en banlieue, à Bron. Il commence le football à l’âge de 8 ans à l’AS Cheminots de Saint-Priest avant de rejoindre l’AS Saint-Priest. À 15 ans, il intègre le centre de formation de l'Évian Thonon Gaillard.
Il dispute son premier match avec les professionnels à 17 ans le 18 mars 2016 lors de la réception du FC Sochaux-Montbéliard (31e journée, 0-0). Il connaît sa première titularisation le 8 avril lors de la réception du Tours FC (33e journée, 0-0). Il est auteur d'une passe décisive pour Morgan Kamin lors de la victoire de l'ETG à Brest (36e journée, 0-2). Au terme de la saison, qui voit le club savoyard être rétrogradé en National, il compte six apparitions en Ligue 2 à son actif, dont une titularisation et une passe décisive délivrée. 

### Stade rennais et départ pour Le Mans FC
Il s'engage pour trois saisons avec le Stade rennais le 27 juillet 2016. Pour sa première année en Bretagne, il remporte le championnat de France amateurs. Ayant seulement évolué avec l'équipe réserve en Bretagne, il est prêté avec option d'achat au Mans le 6 juillet 2018. En National, il dispute une saison 2018-2019 pleine, participant à 31 rencontres, dont 21 titularisations pour 3 buts inscrits et une passe décisive délivrée. Au terme de la saison, Le Mans FC termine 3e du championnat et doit affronter le 18e de Ligue 2 lors de matchs barrages. Opposé au GFC Ajaccio et défaits à l'aller (1-2), Stéphane Diarra remet en retrait de la tête le ballon à Mamadou Soro qui inscrit d'un retourné acrobatique le but du 0-2 dans le temps additionnel lors du match retour. Celui-ci permet la montée en Ligue 2 des sarthois. 
Transféré au Mans contre 500 000€, il poursuit son aventure dans la Sarthe et retrouve la Ligue 2 pour la saison 2019-2020. Le 20 septembre 2019, lors de la huitième journée de Ligue 2, il se met en évidence en inscrivant un doublé lors de la réception de l'AC Ajaccio. Malgré tout, son équipe s'incline 2-4. Il conclut la saison avec 23 apparitions en championnat, dont 15 titularisations, 3 buts et 3 passes décisives, celle-ci étant arrêtée prématurément à la suite de la pandémie de Covid-19 en France

### FC Lorient
Révélation de la saison du club sarthois en Ligue 2, il séduit le FC Lorient, évoluant en Ligue 1, où il est transféré contre 3 millions d'euros. Il y paraphe un contrat de 5 ans. Il s'était notamment distingué contre les bretons la saison précédente, lors du premier tour de la Coupe de la Ligue, décisif sur les deux buts inscrits par les siens, buteur et auteur d'une passe décisive (victoire 1-2). En Bretagne, son arrivée doit palier les départs de Jimmy Cabot et Armand Laurienté. Titularisé lors de la 1re journée de championnat face au RC Strasbourg (victoire 3-1), il sort après 12 minutes de jeu, souffrant d'un traumatisme au pied. Si cette blessure s’avérera anodine, il réalise une saison quasiment blanche, régulièrement freiné par des problèmes physiques, au pied, au genou ou à la cheville. Il ne totalisera que 188 minutes de jeu à son actif au terme de l'exercice 2020-2021 en 13 apparitions, dont 2 titularisations. 
Pour la saison 2021-2022, Christophe Pélissier le considère comme une recrue interne. Auteur d'entrées en jeu intéressantes, il connaît ses premières titularisations en octobre. Malheureusement, cette dynamique positive est vite freinée par des blessures récurrentes à la cuisse. Il vit finalement une nouvelle saison galère, n'apparaissant qu'à 15 reprises en Ligue 1, pour 5 titularisations.
Le FC Lorient réalise un impressionnant début de saison 2022-2023, 3e après huit journées. Sous les ordres de Régis Le Bris, Diarra fait partie des acteurs de cette bonne performance. Néanmoins, il perd progressivement sa place au fil de la saison, au point de la finir sur le banc. S'il a enfin accumulé du temps de jeu en Bretagne, 28 apparitions dont 15 titularisations, il est auteur d'une saison décevante, peu décisif (2 buts), et souhaite quitter le FCL.

#### Prêt à l'AS Saint-Étienne
Son souhait est exaucé le 17 août 2023 avec un prêt sans option d'achat à l'AS Saint-Étienne. Laurent Batlles en fait un des titulaires de son équipe pour le lancement de la saison. Il est victime d'une rupture partielle du ligament croisé intérieur le 6 janvier, cette blessure mettant un terme à sa saison.
De retour dans le Morbihan, s'il se remet de sa grave blessure, il en enchaîne par des nouvelles aux adducteurs puis aux ischio-jambiers. Lors de la saison 2024-2025, il ne prend part qu'aux trois dernières rencontres de Ligue 2. En fin de contrat, il n'est pas prolongé.

### FC Alverca
Libre, il prend la direction du Portugal où, le 16 juillet 2025, il s'engage en faveur du FC Alverca, promu en première division pour la saison 2025-2026.

## Statistiques
| Saison                | Club                    | Championnat           | Championnat | Championnat | Championnat | Coupe nationale | Coupe nationale | Coupe nationale | Coupe de la Ligue | Coupe de la Ligue | Coupe de la Ligue | Autres compétitions | Autres compétitions | Autres compétitions | Autres compétitions | Total | Total | Total |
| Saison                | Club                    | Division              | M.          | B.          | P.d.        | M.              | B.              | P.d.            | M.                | B.                | P.d.              | Comp.               | M.                  | B.                  | P.d.                | M.    | B.    | P.d.  |
| 2015-2016             | Évian Thonon Gaillard   | Ligue 2               | 6           | 0           | 1           | -               | -               | -               | -                 | -                 | -                 | -                   | -                   | -                   | -                   | 6     | 0     | 1     |
| 2016-2017             | Stade rennais FC        | Ligue 1               | -           | -           | -           | -               | -               | -               | -                 | -                 | -                 | -                   | -                   | -                   | -                   | 0     | 0     | 0     |
| 2017-2018             | Stade rennais FC        | Ligue 1               | -           | -           | -           | -               | -               | -               | -                 | -                 | -                 | -                   | -                   | -                   | -                   | 0     | 0     | 0     |
| Sous-total            | Sous-total              | Sous-total            | 0           | 0           | 0           | 0               | 0               | 0               | 0                 | 0                 | 0                 | -                   | 0                   | 0                   | 0                   | 0     | 0     | 0     |
| 2018-2019             | Le Mans FC (prêt)       | National              | 31          | 3           | 1           | 3               | 2               | 0               | -                 | -                 | -                 | BR                  | 2                   | 0                   | 1                   | 36    | 5     | 2     |
| 2019-2020             | Le Mans FC              | Ligue 2               | 23          | 3           | 2           | 1               | 0               | 0               | 4                 | 1                 | 1                 | -                   | -                   | -                   | -                   | 28    | 4     | 3     |
| Sous-total            | Sous-total              | Sous-total            | 54          | 6           | 3           | 4               | 2               | 0               | 4                 | 1                 | 1                 | -                   | 2                   | 0                   | 1                   | 64    | 9     | 5     |
| 2020-2021             | FC Lorient              | Ligue 1               | 13          | 0           | 0           | 1               | 0               | 0               | -                 | -                 | -                 | -                   | -                   | -                   | -                   | 14    | 0     | 0     |
| 2021-2022             | FC Lorient              | Ligue 1               | 15          | 0           | 0           | 1               | 0               | 0               | -                 | -                 | -                 | -                   | -                   | -                   | -                   | 16    | 0     | 0     |
| 2022-2023             | FC Lorient              | Ligue 1               | 28          | 2           | 0           | 2               | 1               | 0               | -                 | -                 | -                 | -                   | -                   | -                   | -                   | 30    | 3     | 0     |
| 2024-2025             | FC Lorient              | Ligue 2               | 3           | 0           | 0           | 3               | 0               | 0               | -                 | -                 | -                 | -                   | -                   | -                   | -                   | 6     | 0     | 0     |
| Sous-total            | Sous-total              | Sous-total            | 59          | 2           | 0           | 7               | 1               | 0               | 0                 | 0                 | 0                 | -                   | 0                   | 0                   | 0                   | 66    | 3     | 0     |
| 2023-2024             | AS Saint-Étienne (prêt) | Ligue 2               | 11          | 0           | 0           | 1               | 0               | 0               | -                 | -                 | -                 | -                   | -                   | -                   | -                   | 12    | 0     | 0     |
| 2025-2026             | FC Alverca              | Primeira Liga         | -           | -           | -           | -               | -               | -               | -                 | -                 | -                 | -                   | -                   | -                   | -                   | 0     | 0     | 0     |
| Total sur la carrière | Total sur la carrière   | Total sur la carrière | 130         | 8           | 4           | 12              | 3               | 0               | 4                 | 1                 | 1                 | -                   | 2                   | 0                   | 1                   | 148   | 12    | 6     |

## Palmarès
Il est champion de Ligue 2 en 2025 avec le FC Lorient.